# Mönch
Mönch (em alemão significa "Monge"), com altitude de 4 107 m, é uma montanha dos Alpes Berneses, na fronteira entre os cantões de Valais e Berna, na Suíça. Do mesmo maciço montanhoso fazem parte outros picos como o Eiger - com a sua famosa vertente norte e o Jungfrau.

## Características
O Mönch faz parte de um tergo entre o Jungfrau e o passo de montanha Jungfraujoch a oeste, e o Eiger a leste. A montanha fica a oeste do Mönchsjoch, um passo de montanha a 3 650 m de altitude, e do refúgio de montanha Mönchjochhütte, e a norte do Jungfraufirn e Ewigschneefäld, dois afluentes do glaciar de Aletsch. A vertente norte do Mönch forma uma parede quase vertical sobre o vale de Lauterbrunnen. Com 4107 m de altitude no topo, faz parte dos cumes dos Alpes com mais de 4000 m.
A primeira ascensão data de 15 de Agosto de 1857 e foi efectuada por Christian Almer, Christian Kaufmann, Ulrich Kaufmann e Sigismund Porges.
O túnel ferroviário do Jungfraubahn fica próximo do cume a uma altitude de aproximadamente 3300 metros.
Em 1935 a altitude do Mönch foi determinada em 4099 metros. Porém, em 1993, foram feitas novas medidas com ajuda de fotogrametria, determinando-se a altitude em 4107 metros em vez de 4099. A partir daí os mapas e atlas suíços foram corrigidos com os novos valores. Em 1997 nova medição foi feita, desta via com o sistema GPS, que deu uma altitude (já corrigida de elipsoidal em ortométrica) de 4109,4 metros, pelo que se decidiu fazer novas provas com fotogrametria em 1999, obtendo-se o valor de 4110 metros. Estes novos valores não foram tidos me conta, pelo que a medida "oficial" em mapas e atlas continua a ser de 4107 m.

## Ligações externas

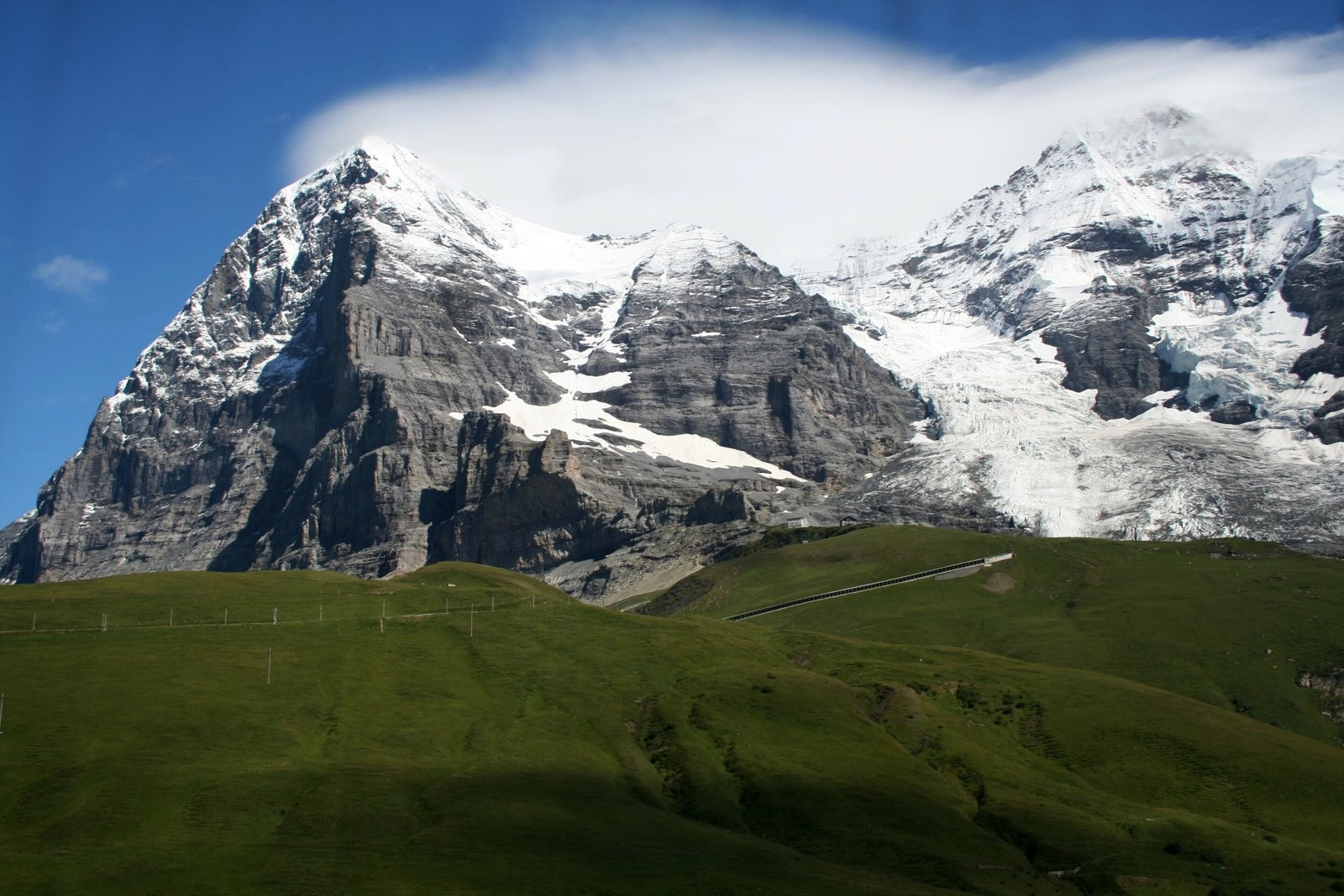
O Eiger e o Mönch vistos de perto do Kleine Scheidegg.